# Aeroportul Iranshahr
Aeroportul Iranshahr (IATA: IHR, ICAO: OIZI) este un aeroport din Iranshahr, Central District⁠(d), Iranshahr County⁠(d), Provincia Sistan-Baluchestan, Iran ce deservește zona Iranshahr. A fost numit după zona deservită.
Situat la o altitudine de 622 m, aeroportul dispune de o singură pistă. Este operat de Iranian Airports Holding Company⁠(d).